# 永井豪
永井 豪（ながい ごう、本名：永井 潔（ながい きよし）、1945年〈昭和20年〉9月6日 - ）は、日本の漫画家。石川県輪島市出身。血液型はO型。
石ノ森章太郎のアシスタントを経て、1967年『目明しポリ吉』でデビュー。代表作に『ハレンチ学園』『あばしり一家』『デビルマン』『マジンガーZ』『キューティーハニー』など。少年漫画の世界に性やバイオレンスの表現を大胆に取り入れ、後続の漫画家に大きな影響を与えた。ナンセンスなギャグマンガからシリアスな劇画までシームレスにこなすという点でも異色の存在である。また1972年の『デビルマン』以降、多数のテレビアニメ作品に共同企画者・原作者として関わっている。1980年、『凄ノ王』により第4回講談社漫画賞を受賞した。

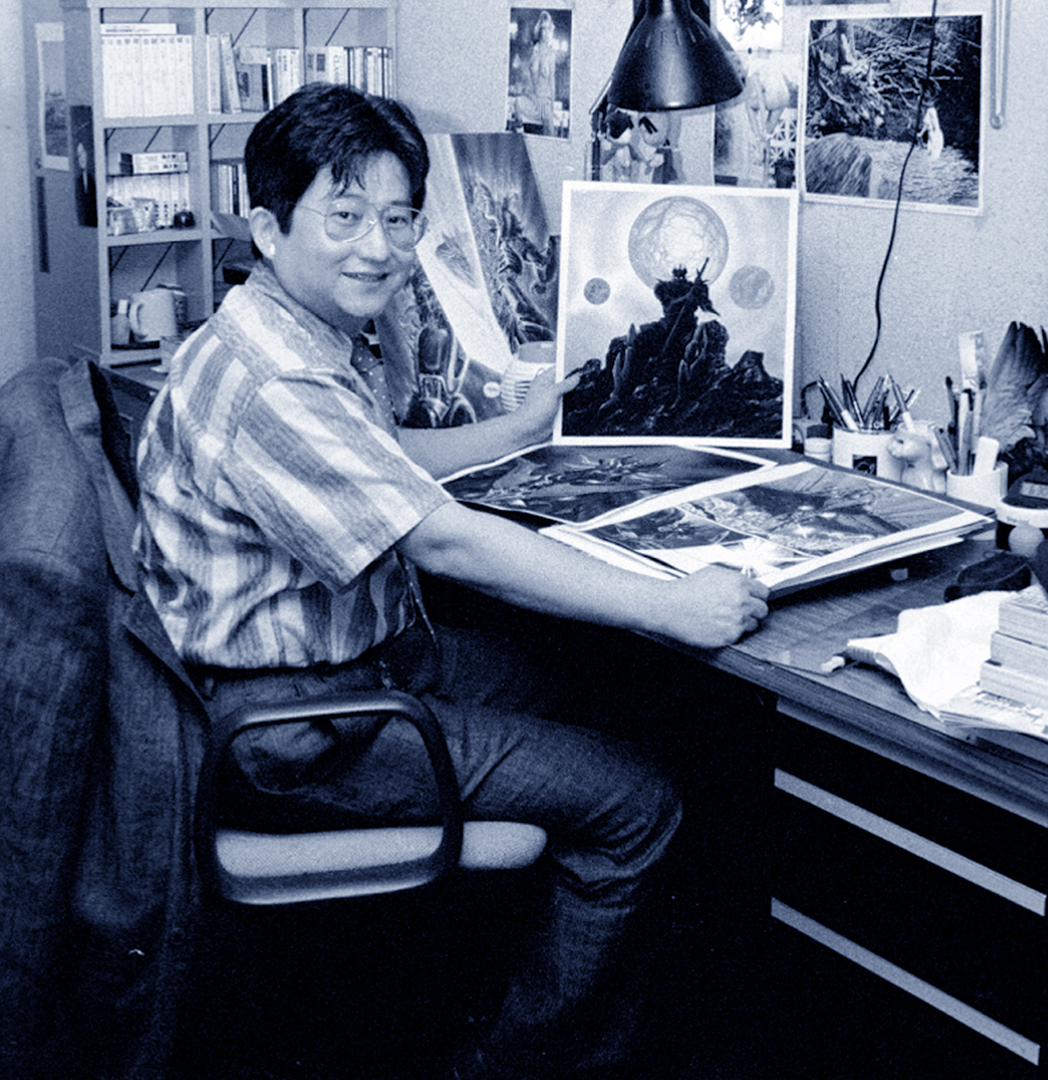
1987年

1996年より1999年まで日本SF作家クラブ会長、2005年より大阪芸術大学キャラクター造形学科教授を務める。また、2009年より手塚治虫文化賞選考委員を務める。2023年4月時点で、日本漫画家協会理事。
現存する四大週刊少年誌（週刊少年ジャンプ、週刊少年マガジン、週刊少年サンデー、週刊少年チャンピオン）及び、休刊した週刊少年誌4誌（週刊ぼくらマガジン、週刊少年キング、週刊少年宝島、週刊少年アクション）全てに連載経験を持つ唯一の漫画家でもある。

## 経歴

### デビュー
石川県鳳至郡輪島町（現在の輪島市）に生まれ、1952年から東京都豊島区に住む。豊島区立大塚台小学校（現 豊島区立朋有小学校）から西巣鴨中学校を経て東京都立板橋高等学校卒業。幼少期に手塚治虫の『ロストワールド』を読んだことをきっかけに漫画家を志すようになる。
高校卒業後、早稲田ゼミ（予備校）に通っていたが、3週間止まらない下痢に悩まされて大腸癌と思い込み、自分がこの世に生きていた証として漫画作品を残そうと決意。のち大腸カタルに過ぎなかったことが判明して難なく完治したが、このときの決意をきっかけとして当初予定していた大学進学を断念した上で3か月の浪人生活に終止符を打つ。その後1年半出版社へ原稿の持ち込みをするが掲載にいたらず、編集者から漫画家の先生に見てもらうよう勧められる。手塚プロダクションに赴くも手塚に会えず落胆していたが、石森章太郎（後に「石ノ森章太郎」）に原稿を見てもらうチャンスに恵まれ、すぐに石森の下で働くことになる。石森が持っていたSFテイストやキャラクターメイキングの方法論は非常に永井に近いものだったようで、石森も自分が世に出た時期が早いだけで「同じ感性の中でものを探している」と彼を評している。この時期の石森アシスタントには野口竜、桜多吾作がいた。
永井自身はストーリー漫画、特にSF志望だったが、石森のアシスタントが多忙を極めストーリー漫画を描いている時間がなく、デビューの早道として比較的ページ数の少ないギャグ作品に挑み、アシスタント業の傍ら持ち込みを続けていた。1967年、テレビアニメ『ちびっこ怪獣ヤダモン』（ピープロ）漫画化企画を担当する事となり、この腕慣らしとしてギャグ短編「目明しポリ吉」を『ぼくら』にてデビュー、続いて『〜ヤダモン』の連載とともにギャグ漫画をコンスタントに描く。
この頃、『週刊少年マガジン』の依頼で執筆した『じん太郎三度笠』が、5週連載となり高い人気を獲得するが、これに赤塚不二夫が反発して編集長に抗議した結果、内定していた正式連載の企画が没となってしまう。さらに赤塚は永井を呼び出し、「ギャグの主人公は凄く健全でなきゃいけないのに、何で人殺すのやるんだ」と言って怒ったという。しかし、この経験から「赤塚先生が描かないようなものを突き詰めて描けばよい」と、永井はスラップスティック、エロ・グロ・ナンセンスを多分に織り込んだギャグ・コメディ作品を描き続けることを決意する。その後、デビュー間もない永井の才能を早くから高く評価していた秋田書店の名物編集者で当時『冒険王』の編集長であった壁村耐三は永井に働きかけ、『まんが王』にて初のオリジナル連載である『馬子っこきん太』を掲載する。この時に壁村がアシスタントとして紹介した青年が後に永井の右腕となる蛭田充であった。

### 転機
デビューの翌年（1968年）、新創刊された『少年ジャンプ』（後の『週刊少年ジャンプ』）に『ハレンチ学園』を発表。奇妙な扮装に身を包んだ教師たちとイタズラを愛する生徒たちの破天荒な日常を描いたこの作品は、本宮ひろ志作品と両輪で同誌を牽引した。ただしこの作品のヒットによりさらにギャグ漫画のイメージが定着し、仕事の依頼もギャグものが多かったという。
この中で当時の小学生を中心とした流行風俗「スカートめくり」を扱った「モーレツごっこの巻」が、サブカルチャー一般に対し行われていたPTAの抗議活動に取り上げられ、子供に悪影響を及ぼすセクシュアルな作品の代表格として糾弾の対象となる。新聞紙上・テレビのワイドショーなどで名指しつつ、時に永井自身を目の前にして、本人曰く「人格否定まで」されるほどの糾弾活動だったという。ちなみに本人が出演していた番組収録が終わると、批判していたPTAの女性陣が、若くて童顔だった永井を見て印象が変わり、サインを貰いに来たという。
しかしこのバッシングが結果的に、永井が時代を掴むきっかけとなる。『ハレンチ学園』で登場人物全てが戦争で殺し合う描写に始まり、『あばしり一家』（1969年 - 1973年）、『ガクエン退屈男』（1970年）などこの時期の発表作品の中で、その糾弾活動そのものをメタフィクション的にパロディ化、権力が奮う「正義」とは自由に生きる個人を押し潰すものとした上で、権力側も抵抗する個人の側も互いに奮うのは暴力だけという、永井作品の根幹を成す地獄絵図を描き出すことになる。
さらにこの時期、シリアスなストーリー作品も手がけ始め、差別とそれに対する復讐を描く『鬼-2889年の反乱-』（1970年）、アイデンティティ崩壊の危機を描く『くずれる』（1971年）、親と子の絆が崩壊する『ススムちゃん大ショック』（1971年）など、いずれも人間自身の存在意義を問い直すようなSFを発表した。その一方、常識を反転させて笑いに結ぶ永井ギャグ漫画としては最も先鋭化したものの一つ『オモライくん』（1972年）も描いている。それとともにSF作家の間で注目され、1970年のSF大会で筒井康隆を初代会長に永井豪ファンクラブが設立される。

### 『デビルマン』 - アニメ企画者へ
永井の更なる飛躍となったのは、東映動画とNET（後のテレビ朝日）にてアニメ化された代表作『デビルマン』（1972年 - ）である。前年発表の『魔王ダンテ』を基にした作品との依頼だった。この作品では「神」が必ずしも「絶対善」ではないという着想が描かれていたが、アニメ『デビルマン』は、悪魔と合体しながら苦悩しつつ人間であろうとする斬新な設定の主人公をベースに、ヒーロー作品としてリメイクすることを依頼され、企画したという。ただし、当時『魔王ダンテ』の掲載誌編集長であった内田勝の自著などによると、そもそもヒーローコミックとして位置付けていたという。
アニメと同時に漫画連載（『週刊少年マガジン』）されたこの作品では、悪魔による侵略・種族の存続を賭けたヒーローの戦いを描くゴシックホラー調から、連載中期以降は人間同士の信頼感という常識が崩れていく展開へと移っていく。同じ人間の手によるヒロイン殺害という、『ハレンチ学園』の時すら避けられていた衝撃的な結末をもって、後にSFマンガのスタンダードと数えられる作品となった。
以後、永井を中心としたダイナミックプロの企画陣は、東映動画とのタッグで本格的な操縦者搭乗型ロボット作品のパイオニア『マジンガーZ』（1972年 - ）、妖怪モチーフの『ドロロンえん魔くん』（1973年 - ）、戦うヒロインの草分け『キューティーハニー』（1973年 - ）、初の合体ロボット作品『ゲッターロボ』（1974年 - 、石川賢と共作）などの作品群を生み出し、ヒットキャラクターメーカーとして1970年代を駆け抜ける。
ことに『マジンガーZ』では玩具メーカーのポピー（現・バンダイ）と出会い、玩具ブランド「超合金」やジャンボマシンダーをはじめとした商品展開と、マンガ・アニメ・グラフ記事など連動した講談社『テレビマガジン』の誌上企画として展開され、この分野の推進役としても重要な役割を果たした。ここで毎回の企画記事を構成していたのが、ダイナミックプロとともにアニメ企画・版権管理会社として設立されたダイナミック企画である。無敵の「超合金」や無尽蔵な夢の「光子力エネルギー」などは科学礼賛・成長幻想の産物だが、漫画もアニメも作品自体はそれに冷や水を浴びせるかのような描写がたびたびなされ、その超人的なパワーを敵を倒すために使うか、自分の欲望のために使うかは主人公の自由という、本質的には正義も悪も奮うのは暴力という一貫したテーマが見て取れる。

### 『バイオレンスジャック』以後
永井とダイナミックプロのアニメが次々と放送される中、永井自身の漫画作品はむしろ、それとは全く違う展開をしていた。1973年には、後に掲載雑誌を変えながら2005年まで発表され続けている、地震で崩壊した世界が再生の道を探りながら混沌の暴力の渦中にある『バイオレンスジャック』、それとは全く逆に個人の内面が現実世界に影響を与え、鬼の世界を現出させる『手天童子』などの伝奇SFを描く。
その間にギャグ漫画としても、『オモライくん』の学園漫画版として始まりながら、エロチックなギャグと悪乗りで暴走した挙句『デビルマン』のような人類滅亡をまたも起こす『イヤハヤ南友』（1974年 - ）や、体罰が日常茶飯事な学園で「顔を隠して体隠さず」とマスクとマフラー以外は全裸という常軌を逸した究極のヒロインが戦う『けっこう仮面』（1974年 - ）、男子生徒が女子として学園生活を送って騒ぎを起こす『おいら女蛮』（1974年 - ）など、常識をあっけらかんと覆す世界も展開した。
1979年には青年マンガ誌の誕生とともに、得意のエロチックギャグ作品『花平バズーカ』（原作：小池一夫）をいち早く連載する。少年誌では学園漫画という舞台で、初恋の相手がレイプという屈辱を受ける性表現の限界に挑みながら、一個人の内的世界が現実を破壊し尽くしてしまうという超能力漫画『凄ノ王』を発表する。この『凄ノ王』により1980年、講談社漫画賞少年部門を受賞する。しかしこの作品は、主人公の怒りと悲しみが世界を破壊したところで唐突に終了する。永井はそれをあらかじめ決めていた流れと語ったが、読者の間では必ずしもそう受け止めるばかりではなく、賛否両論であった。
このように読者の判断が賛否に分かれる例は、『デビルマン』とつながった『バイオレンスジャック』のラストや、講談社の企画主導で一種のパラレルワールドとして始まりながら、永井の悪魔モチーフ作品を大きく纏め上げた『デビルマンレディー』の展開でも繰り返され、自身の言うように「先を決めずに」連載しながらその後の展開を読者の反応とともに創っていく、永井の作風から生まれる特徴であった。
『プロレスの星 アステカイザー』（1976年）で関わりを持った新日本プロレスとは、1980年代後半にビッグバン・ベイダーのコスチュームデザイン、獣神サンダー・ライガーなどのタイアップを行った。

### 世紀末から21世紀

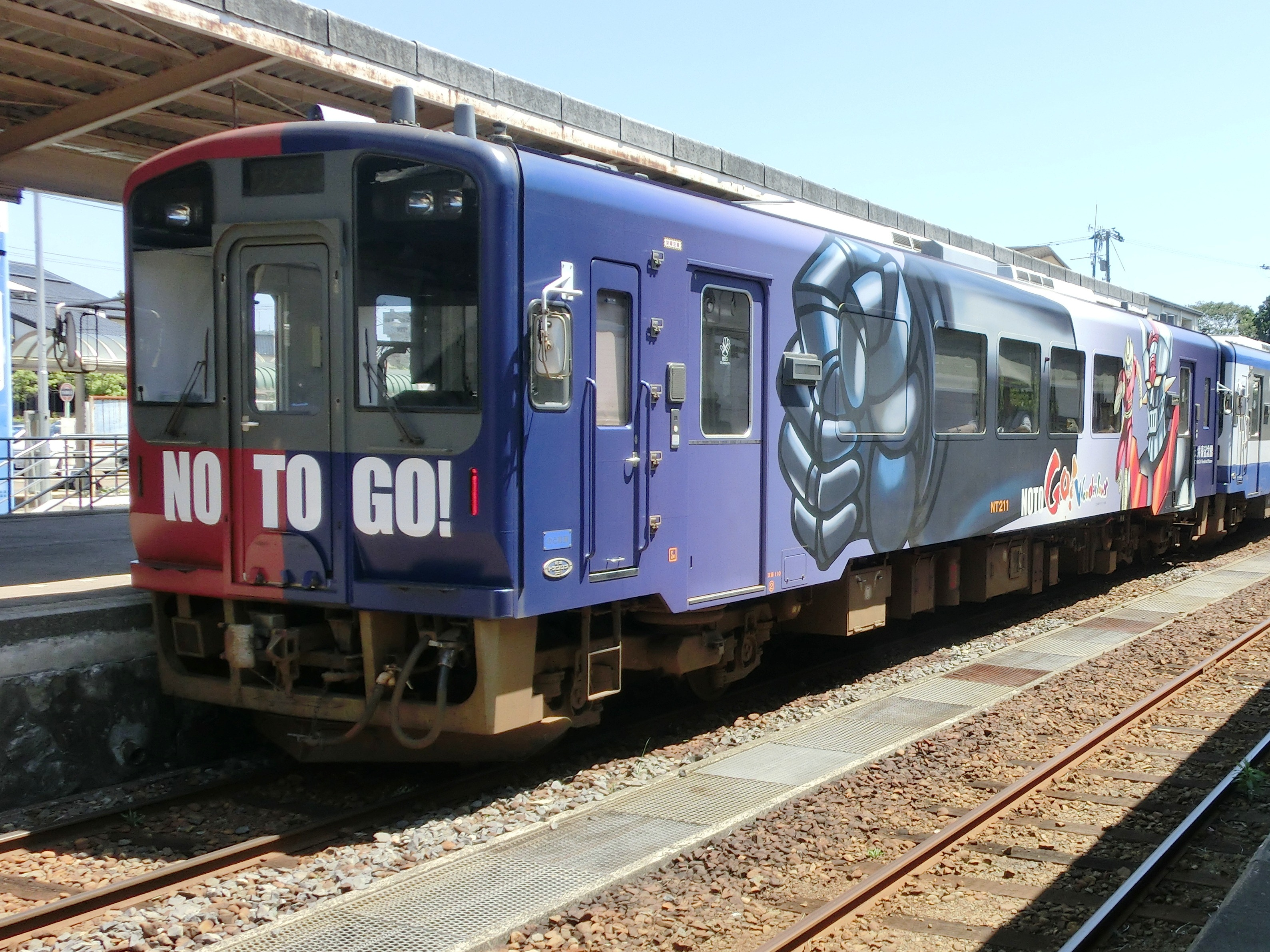
のと鉄道NT211号車のラッピング車両。永井の漫画のキャラクターが描かれている。

1997年銀座にて「永井豪原画展」、続く1998年「永井豪と世紀末展」という企画展が催され、それまでの漫画家・アニメ企画者としての永井の業績が初めてまとまった形で再評価された。
またそれ以後、その卓抜したキャラクターを他作家の筆により展開させた『ネオデビルマン』（複数作家競作）、『AMON デビルマン黙示録』（衣谷遊）、『キューティーハニー a GO GO!』（伊藤伸平・庵野秀明）、『マジンガーエンジェル』（新名昭彦）などのプロデュース作品も生まれている。特に『ダイナミックヒーローズ』（越智一裕）は1970年代の永井ヒーロー作品があえて東映動画のタッチで描かれるという試みがなされており、往年の作品の影響力を窺わせた。
永井自身は21世紀に入って還暦を迎えても、少年誌から青年誌と広く作品を発表、それまでに描いてきたホラー調作品やギャグ漫画、ロボット作品などの他、『伊達政宗』『北条早雲』『前田利家』といった戦国時代に実在した人物の漫画化に挑むなど、旺盛な漫画家活動を続けている。
2010年5月からは『週刊漫画ゴラク』にて『デビルマン』執筆時のエピソードを多少の脚色を込めて描く『激マン!』の連載を開始、一時の休載をはさみ、2012年に完結した。基本的に永井は自画像をギャグタッチで描いており、自分自身をシリアスタッチの漫画に描く事には抵抗があったが、編集部より「不動明のようなハンサムに描いてくれ」と言われて承諾した。

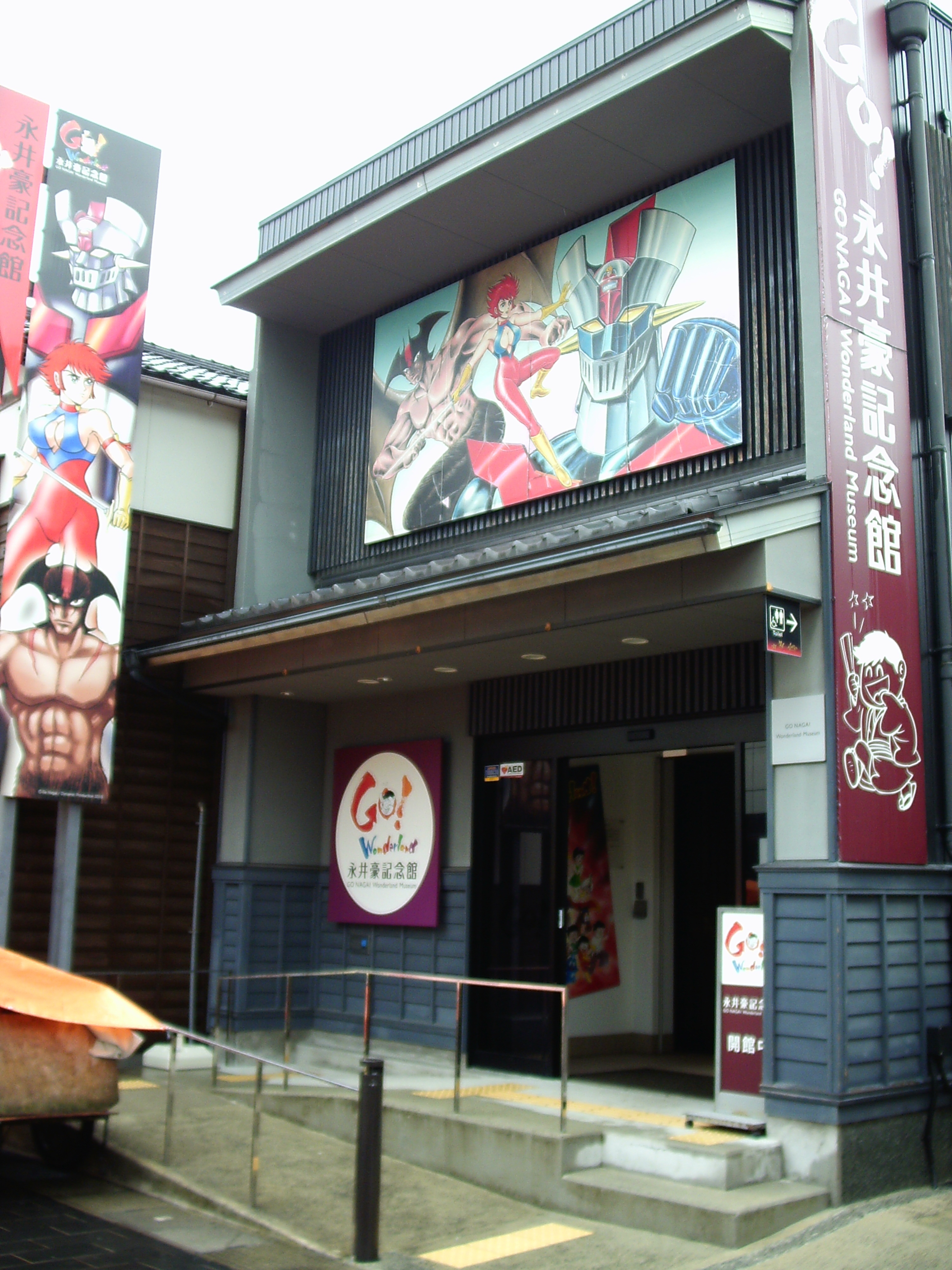
永井豪記念館

2009年、故郷の輪島市に「永井豪記念館」が開館。当地に存在する「いしかわ景観総合条例」そのほか関係条例への適合が図られた町屋風の外観となっているが、中へ入ると雰囲気がガラッと変わり永井豪ワールド全開で来場者を迎え、毎年開館記念日には記念イベントを行っている。
2012年3月10日より、のと鉄道のNT211号車に永井キャラクターが描かれたラッピング車両が運行を開始した。3年間の運行予定だったが、それ以降も運行は継続しており、永井豪記念館の宣伝も兼ねている。
2016年、第25回日本映画批評家大賞・アニメ部門ダイヤモンド大賞を受賞する。
2018年、永井執筆の全作品が第47回日本漫画家協会賞文部科学大臣賞を受賞する。
2018年から2019年にかけて「画業50年”突破”記念 永井GO展」が、上野の森美術館、大阪文化館・天保山、石川県立歴史博物館などで開かれた。
2024年1月1日に発生した能登半島地震に伴う輪島市の大規模火災により、同市河井町の「永井豪記念館」が焼失した。ダイナミックプロは1月2日時点で、現地の対策と安全が最優先として輪島市への連絡を控えていること、東京にいる永井が伝えられる被災地の状況に心痛し案じていることを発表した。永井は1月10日にダイナミックプロを通して地震後初めてのコメントを発表し、輪島の被災した映像と自身の記憶とのギャップに心痛していることと寄せられた言葉への感謝を記すとともに、焼失した記念館の収蔵物については「私は現役のマンガ家ですので、もし失われていたとしても、いくらでもまた描いたり作ったりすることが出来ると思っています」として、それよりは被災者が元の生活に戻れるよう少しでも援助したいという意向を述べた。1月24日、石川県と輪島市にそれぞれ1千万円ずつを寄付することを発表した。1月25日、原画およびフィギュア等の展示物は焼失せずに現存していることが明らかにされた。

## 作風
永井は一般に「手塚以後」といわれる戦後期に、新聞漫画、書店・貸本店作品といった様々な形態の漫画作品を読者として経験した上で送り手となった最初の世代の漫画家である。例えば自身も影響を受けたと語るように、手塚的なディズニーの影響下にある文法とともに、白土三平的な筋肉を持ち血の出るリアリティを持った形式も等価に受け取っている。永井のデビュー当時にあった他の漫画文法と比較すると、永井のタッチはリアルとギャグ両方の要素を持った独特のデフォルメである。また貸本・赤本時代の、単行本をまとめて「読ませる」タイプの作家とは異なり、主に週刊連載という形式で「引っ張る」作風をメインとしている。
コマ割りが大きく1ページ内のコマ数が少なく、コマ枠も登場人物も線が太い。時にはセリフや擬音ばかりか、登場人物までもがコマからはみ出す。1コマが見開き2ページにも及ぶこともある。ストーリー展開は速く、セリフも分かりやすく明快、メカや背景もリアルに描かれている。それでいて劇画ではない。こういった生産性を上げつつ画面を格好良く見せる手法は石ノ森のアシスタント時代に培われたとされ、永井が一般的にしたともいえる。このような作風に高橋留美子は大いに影響を受けたと後に述べている。
また、永井はギャグ漫画から始めたせいか、シビアなストーリーの途中に、ユニークなキャラクター性を持った登場人物の行動や発言など、主人公すら巻き込んでしまうギャグのシーンを入れてしまうということを、初めて完成された形で持ち込んだ。また、逆にギャグ漫画を基調としながらもアクション的要素を織り込む初期の永井の作風は70年代の『けっこう仮面』などにも継承される一方、赤塚不二夫顔負けの純粋ギャグ漫画も短編を中心に少なくなく、長尺では『オモライくん』が存在する。このように、ギャグ、シリアスそれぞれを突き詰めつつも、混合化も並行してやってのけた作家は、少なくとも永井以前には存在しなかった。
昭和40年代に漫画の書き方として、「キャラクターを作り上げてそれが動き出してストーリーが本格展開する」という概念で説明し、それで自作の展開を説明した。これは一般ファンに向けて明快に語られたものとしてはおそらく初めてであろう。

## 多作性
また一時期の永井は非常に多作であり、さすがに5週で挫折し4本に減らしたものの、週刊連載を5本こなしていた時期もあった。これは永井自身、手塚治虫も石ノ森章太郎も成し遂げていない記録かもしれない、としている。『デビルマン』に重きを置き仕事量を減らした時期でも、月産400-500ページをこなしていた。
筆の速さはやはり多作であった石ノ森章太郎のアシスタント時代に養われたものであるようで、限界まで仕事を受けてしまうことについては、やはり石ノ森の「来た仕事を断らないのがプロだ」と言う矜持の影響と、7歳も年上の師匠に負けていられない、と言う思いがあったと言う。
だがこれだけ仕事をこなしても経費がかさみ、永井自身の収入は恐らく同年齢のサラリーマンよりも低かったとしている。一番の問題は人件費で、1972年頃のダイナミックプロには、マネージャー3名、経理2名、アシスタント15名がおり、さらに漫画家デビューしたアシスタントのアシスタントまで出入りしていたという。永井は漫画家で儲けようと思ったら小規模にコツコツこなした方が良いとしている。
70歳を迎えた2015年の時点では連載3本はつらくなり、2本に減らしている。

## 作品リスト

### 漫画作品
これらの他、短編が多数存在する。

#### 五十音順
| - 鉄の処女（アイアンバージン）JUN - アイアンマッスル - 赤褌鈴乃介（『赤胴鈴之助』のパロディ） - あにまるケダマン - あばしり一家 - アラーくん - イヤハヤ南友 - おいら女蛮 - 鬼 - オモライくん - ガクエン退屈男 - ガルラ - 鬼公子炎魔 - 機神 - キッカイくん - 吸血温泉へようこそ - 吸血鬼狩り - キューティーハニー - キューティーハニー天女伝説 - キングボンバ - 金四郎無頼桜 - グレートマジンガー - 黒の獅士 - ゲーム戦士アニマード - 激マン! - ケダマン - けっこう仮面 - ゲッターロボ（原作および一部キャラクター・メカニックデザイン） - ゲッターロボG（原作および一部キャラクター・メカニックデザイン） - 骨法伝説夢必殺拳 - ゴエモン先生 - ゴッドマジンガー（魔神伝説） - さむらいJAPAN - サラーキア - ザ・バード - シャーヤッコホームズ - 手天童子 - シレーヌちゃん | - 新デビルマン（協力：辻真先・高円寺博） - シンデレラ騎士 - じん太郎三度笠 - 新バイオレンスジャック - 神話大戦 ラーマーヤナ編 - 獣神ライガー - スーパー西遊記 - 凄ノ王（凄ノ王伝説） - ススムちゃん大ショック - ズバ蛮 - スペオペ宙学 - 戦国武将烈伝 伊達政宗 - Zマジンガー - 大牙 - 第三次中華大戦 - ダンテ神曲 - 地獄編 - 浄罪編・天国編 - チェンジ!さぶ - ちびっこ怪獣ヤダモン - ちゃかポコ - チャンクン - 超マン - 帝都女記者伝 写・らく - 鉄戦士ムサシ - THIS IS 大介 - デビルマン - デビルマン対ゲッターロボ - デビルマンレディー - デビルマンサーガ - 天空の狗 - 電送人バルバー - 髑髏の館 - ドジラ先生 - ドラグ恐竜剣 - どろろん艶靡ちゃん - ドロロンえん魔くん - どんがら三銃士 - 永井豪のサムライワールド・豪談 - なぞなぞぼうやXくん（『永井ごう』名義） - ネオデビルマン - 花平バズーカ | - ハマグリどっせ〜!! - 青春（はる）一番 - バイオレンスジャック - バラバンバ - バラバンバ2 - ハレンチ学園 - ハレンチ紅門マン遊記 - ハレンチゴルファー十べえ - パンジーちゃん - ひどい巨塔 - フルメタルレディ - ブラボー!!先生 - へんき〜んタマイダー - へんちんポコイダー - まいるど7 - 魔王ダンテ - 馬子っこきん太 - 魔神王ガロン - マジンガーZ - マジンカイザー - マシンガン刑事さぶ - マジン・サーガ - マシンザウラー - 真夜中の戦士 - まろ - ミストストーリー - 目明しポリ吉（デビュー作） - メモリーグラス - 柳生裸真剣 - 闇の宴 酒天童子異聞 - 勇士ダンダン - UFOロボ グレンダイザー - よくふか頭巾 - ラブリーエンジェル - ランボー・センセー - ロボチョイA - 若バカさま |

#### 外部原作者作品
| - 一発百万申し受け候（原作：高橋三千綱） - 株式会社徳川家康（原作：新宮正春） - カーマスートラ（構成：長谷邦夫） | - 戦群（原作：吉川英治） - 花平バズーカ（原作：小池一夫） |

#### ダイナミックプロ内原作付きないし共作作品
| - 学園番外地（共作：石川賢） - テクノロGメン（共作：石川賢） - リョコー少年団（共作：石川賢） - 心霊探偵オカルト団（共作：高円寺博・石川賢） - まぼろしパンティ（原作：高円寺博） - 00学園スパイ大作戦 …（共作：安田達矢） - 翼の人（原作：団龍彦） | - 無頼・ザ・キッド（高円寺博・石川賢らダイナミックプロ作品として共作） - バイオレンスカー炎の鷹 …（共作：蛭田充） - ジャンジャジャ〜ン ボスボロットだい（作画：真樹村正） - おなり〜っ ボロッ殿だい（作画：真樹村正） - 魔獣大陸（共作：川又千秋） - シュルルン雪子姫ちゃん feat.ドロロンえん魔くん（作画：天津冴） - LS愛ちゃん（画：安田タツ夫） |

#### その他
- それいけスイート - デビュー作以前の未発表作品。映画007のパロディ漫画。発表こそしなかったが編集長の目に留まりデビューのきっかけとなる。
- ビジンマン（作画：近藤豪志）

### アニメ作品
| - けっこう仮面 - バラバンバ - おいら女蛮 - 平成ハレンチ学園 - デビルマン - サイボーグ009VSデビルマン - デビルマンレディー - 魔王ダンテ - 宇宙円盤大戦争 - マジンガー・シリーズ - マジンガーZ - グレートマジンガー - UFOロボ グレンダイザー - ゴッドマジンガー - マジンカイザー | - バイオレンスジャックシリーズ - 鉄の処女（アイアンバージン）JUN - ハレンチ紅門マン遊記 - あばしり一家 - キューティーハニー - 新キューティーハニー - キューティーハニーF（フラッシュ） - 魔女っ子チックル - サイコアーマー・ゴーバリアン - 獣神ライガー - ドロロンえん魔くん - 鬼公子炎魔 - CBキャラ 永井豪ワールド - 夢次元ハンターファンドラ |

#### 他作家との共作
| - ゲッターロボ・シリーズ - ゲッターロボ - ゲッターロボG - ゲッターロボ號 | - 鋼鉄ジーグ |

#### その他
これ以外に1990年代末期に制作された「デビルマンレディー」のテレビ放映を契機として、「ゲッターロボ・シリーズ」や「マジンガー・シリーズ」など漫画のアニメ化や、大人が見ても耐えうるOVA作品の制作も順次行われている。

### 実写作品

#### テレビドラマ
- ハレンチ学園
- プロレスの星 アステカイザー
- バトルホーク
- Xボンバー（人形劇）
- キューティーハニー THE LIVE
- 世にも奇妙な物語 25周年スペシャル・春 〜人気マンガ家競演編〜「面」

他

#### 実写映画
- キューティーハニー
- デビルマン
- 兜王ビートル
- あばしり一家
- けっこう仮面 新生
- CUTIE HONEY -TEARS-
- 唐獅子仮面/LION-GIRL

#### オリジナルビデオ
- 永井豪のこわいゾ〜ン
  - 鬼餓（永井豪監督作品）
  - よみがえる闇（早川光監督作品）
- 永井豪のこわいゾ〜ン2
  - コンクリートアベンジャー（永井豪監督作品）
  - 吸血鬼狩り（早川光監督作品）
- 空想科学任侠伝 極道忍者ドス竜（永井豪監督作品）
- けっこう仮面シリーズ
- 美少女探偵 まぼろしパンティ
- おいら女蛮 決戦!パンス党
- まぼろしパンティVSへんちんポコイダー

### ゲーム
- 銀河の三人 - PCゲーム「地球戦士ライーザ」のファミコン移植版/キャラクターデザイン・パッケージ
- スーパーロボット大戦30 - タイトルロゴデザイン

### 挿絵・イラスト
- 小説挿絵
  - 超革命的中学生集団 著:平井和正 サンヤングシリーズ（朝日ソノラマ）&ハヤカワ文庫（早川書房）
漫画作品のようにフキダシとセリフがある挿絵が特徴
  - 戦国自衛隊 著:半村良 角川文庫（角川書店） 但し初期版のみ
  - 魔界水滸伝 著:栗本薫 カドカワノベルズ版&角川文庫（角川書店）
  - ぼくはエイリアン 著:田中光二 徳間文庫（徳間書店） カバーイラストのみ
  - 魔獣大陸 著:川又千秋・永井豪 ノヴェル&コミック（角川書店）小説と劇画がドッキングしたSFビジュアル・ノベル
  - 暗黒の序章 マシンガイ竜 著:山田正紀・永井豪 角川文庫（角川書店）
  - 夢次元ハンターファンドラ 著:水出弘一 講談社X文庫（講談社） オリジナル・アニメの完全小説化
  - ゲームブック デビルマン 誕生編 著:伊吹秀明・構成、編集:スタジオ・ハード 講談社X文庫（講談社） OVA第1作目のゲームブック版
  - 巨人伝説 著:笠井潔 徳間文庫（徳間書店）
  - 雷獣伝説 1 〈闇の咆哮〉 著:斉藤英一朗 トクマ・ノベルズ・ミオ（徳間書店）
  - 雷獣伝説  〈雪雷篇〉 著:斉藤英一朗 トクマ・ノベルズ（徳間書店）
  - 女戦士（アマゾネス）フレア伝 著:友成純一 勁文社〈ケイブンシャノベルズ〉
  - TARO! 東京大魔界 著:石井てるよし・森幸也 朝日ソノラマ〈ソノラマ文庫〉 映画『TARO! MOMOTARO IN TROUBLE』の小説化
  - 魏志倭神伝 著:永井泰宇 講談社ノベルス（講談社）
- 絵本挿絵
  - 三丁目が戦争です 著:筒井康隆 講談社の創作童話（洋泉社版もあり）
- 画集
  - 永井豪画集 絢爛豪画（学研パブリッシング）
- CD・BOXデザイン
  - cocobat - 「STRUGGLE OF APHRODITE」（1993年）※ジャケットイラスト
  - 「Janne Da Arc 10th Anniversary INDIES COMPLETE BOX」（Janne Da Arc作品）
- テレビアニメ
  - 荒川アンダー ザ ブリッジ×ブリッジ　9 BRIDGE×2エンドカード

- 自伝書
  - 永井豪：「豪 : 波瀾万丈痛快自伝エッセイ」、講談社、ISBN 4063646246（2004年）。

## アニメ作品の特徴
1970年代から1980年代にかけての永井豪原作のアニメ作品の多くは、既に発表された漫画作品をアニメ化したものではない。まず、テレビアニメの企画が最初にあって、アニメ制作会社などからの依頼を受けた永井がストーリーや設定を考案し、原作者の役割を果たした。
永井の作品のアニメは、明らかにロボットものを含めSF作品が多い。それらは子供向け作品であってもセクシュアルさや過激なバイオレンスの要素を充分に含んだものであり、若年層の抱く欲求を空想科学作品というオブラート付きで満たすものだった。『マジンガーZ』が当時スペインでの最高視聴率80%を、『UFOロボ グレンダイザー』が、フランスで放送された際には最高視聴率100%を記録した、という逸話もあるほど、当時日本で放映されたテレビアニメ作品ですら、諸外国にとっては新鮮で画期的で、かつセンセーショナルであった。
東映自体の企画なのか、永井やダイナミック・プロ側の発想なのかは不明ではあるが、映画版のみの特別編『マジンガーZ対デビルマン』『グレートマジンガー対ゲッターロボ』などといった一連の諸作品も、当時の子供心をくすぐる企画であった。こういった、異なった番組の主人公が同じドラマのストーリーの中でからむ、という発想は手塚治虫ゆずりであり、それ以上に自作のキャラクターを自在に弄ぶスターシステムは彼の売りとなった。

## ダイナミックプロ
永井の率いる漫画プロダクションが、1968年設立の株式会社ダイナミック・プロダクション（ダイナミックプロ）である。それまで漫画家による製作組織は、個人事業主である漫画家が外注としてのアシスタントを雇う方式や、徒弟制度としての師匠と弟子の関係のものが協力し合って製作する方式が一般的であった。しかし、ダイナミックプロでは一般の会社と同じように弟子の漫画家も社員として対等に扱い、雑誌社とのマネジメントも行って社員に自らの作品を発表するチャンスを与えるという、当時としては画期的なシステムであった。そのため、ダイナミックプロからは数多くの優れた漫画家が輩出される事になった。時期や作品により永井とダイナミックプロとの距離感は様々であるが、初期においては永井自身の志向で、最初の読者であり、作家性に激しく影響を与え合うプロ作家集団であり、アシスタントもするという位置づけだった。また、作品によっては永井名でありつつも、かなりシステマティックに互いの得意領分を担当しあいながら作られたものもある。極端な例では、「幻六郎」というプロ内の特定ユニットとしての集団ペンネームを用いた場合もある。
実際には、漫画家だけでなく文筆家としての作家もダイナミックプロには所属しており、例えば永井の実兄である永井泰宇（高円寺博）や、永井豪ファンクラブからプロとなった団龍彦も漫画原作者・作家としてダイナミックプロの一翼を担ってきた。
永井の多くの作品に「とダイナミックプロ」と付けられているのは、彼らプロ集団が全体として企画を形作り、作品を生み出す作家表現へと収斂してきたことを意味する。ただ、その関わり方としては、着想の1アイデアから場合によっては「原作」やペン入れ、通常のアシスタントなど多岐に渡り、一つのメソッドに基づいたものがあるというわけではない。

### アシスタント経験者
- 石川賢（石川賢一・幻六郎）
- 風忍
- 安田達矢（安田 タツ夫・幻六郎）
- 田中成治
- 野口竜（野口太陽）
- 秋本シゲル（早田光茂・幻六郎）…不知火プロ所属
- 石綿周一（パンチョス石綿）
- 五十子勝（五十子涼・風子瞳）
- 岩沢友高
- 桜多吾作（おうたごさく・太田順一・北川賢・北川寛・幻六郎）
- 岡崎優（岡田義弘）
- おのまこと（小野誠・村祭誠・村祭まこと・むらまつり誠・おのエントツ・邑祭誠・壮野睦）
- 小野寺克彦
- 小山田つとむ
- 白六郎
- 西東栄一（斉藤栄一・おりはるこん）…不知火プロ所属
- 坂本雄恒
- 佐々木和志
- 新宅よしみつ
- 杉山孝幸（キタロー）
- 高島茂
- 高梨順一
- 高梨鉄平
- たかや健二
- 滝川健市（おりはるこん）
- 田中正仁
- 田村浩一
- どろんぱ（真樹村正・槇村 ただし・幻六郎）
- 二宮博彦
- のなかみのる
- はまだよしみ（幻六郎）
- 蛭田充（ひるた充・浅井ゆきお・浅井幸雄・旭日充）…初代アシスタント
- 蛭田未来雄（立花未来王）…蛭田充の息子
- 星和弥
- 丸山功一（ハガネ功一）
- むつ利之
- やまと虹一
- よしかわ進（葭川進・幻六郎）

### 家族
- 兄の永井泰宇（高円寺博）は小説家、漫画原作者。弟の永井隆はダイナミック・プロ及びダイナミック企画社長。

## 主な出演
- 悪魔の毒々モンスター 東京へ行く （1989年、アメリカ） - 本人 役
- の・ようなもの（1981年、日本ヘラルド映画） - エリザベス（秋吉久美子）に挨拶される男 役
- 二十世紀少年読本（1989年） - 警官 役
- 未来の想い出 Last Christmas（1992年、東宝） - 本人 役（カメオ出演）
- メトロポリス（2001年、東宝） - 声優として特別出演
- デビルマン（2004年、東映） - 神父 役
- けっこう仮面（2004年） - 永井先生 役
- キューティーハニー（2004年、ワーナー・ブラザース） - 車のドライバー 役（カメオ出演）
- キューティーハニー THE LIVE（2008年） - 如月光史郎博士 役（DVD第26話）
- DEVILMAN crybaby（2018年、Netflix） - 民衆13 役（声の出演）
- 前田建設ファンタジー営業部（2020年） - 本人 役

Vシネマ
- ナンバルンバ　私ヤリたいんです
- 永井豪のホラー劇場 マネキン
- おいら女蛮 決戦!バンス党